# رسالة الولایه
رسالة الولایه یکی از کتاب‌های سید محمدحسین طباطبایی است که در موضوع عرفان عملی به زبان عربی نوشته شده‌است.

## مؤلف
سید محمدحسین طباطبایی فیلسوف، حکیم متأله و مفسر قرآن در سال ۱۲۸۱ هـ. ش (۲۹ ذی‌القعدهٔ ۱۳۲۱ هـ. ق) در روستای شادآباد از توابع تبریز به دنیا آمد. در کودکی پدر و مادر خود را از دست داد و همراه با برادر کوچکترش سید محمدحسن الهی طباطبایی در مکتب‌خانه به فراگیری علوم مقدماتی پرداخت. در سال ۱۳۰۴ برای تکمیل تحصیلات رهسپار نجف می‌شود و نزد علمای بزرگی همچون محمدحسین غروی اصفهانی (مشهور به کمپانی)، محمدحسین نائینی، حجت کوه‌کمره ای، حسین بادکوبه‌ای، ابوالقاسم خوانساری و سید علی قاضی به تلمذ می‌پردازد (به اذعان علامه طباطبایی، سید علی قاضی بر روحیه و مشی فکری وی تأثیر بسیار عمیقی داشته‌است).
از مفاد رسالة الولایه استفاده می‌شود که این کتاب حاصل آموزش‌های عرفانی سید علی قاضی در نجف می‌باشد که پس از بازگشت سید محمدحسین طباطبایی از نجف و استقرار در روستای شادآباد تبریز تألیف شده‌است.

## معرفی کتاب
روش نویسنده بهره‌گیری از دو روش عقلی و نقلی (قرآنی و روایتی) برای بیان مطالب است. وی مطالب کتاب را در پنج فصل تنظیم کرده و در هر فصل ابتدا به صورت برهان عقلی مطلب مورد نظر را ذکر کرده و سپس برای تحکیم، تقویت و تشریح برهان ارائه شده، روایاتی از پیشوایان اسلام آورده‌است.
- فصل اول در مورد این مطلب که ظاهر احکام دینی، باطنی دارد، در دو مقام با عناوین دلیل عقلی و دلیل نقلی بحث شده‌است.
- فصل دوم با عنوان «سنخ اسرار باطنی شریعت»، ضمن معرفی قوس نزول و قوس صعود، به بیان مختصر عوالم مختلف پرداخته و انسان‌ها را بر حسب شیوهٔ برخورد با معارف الهی، به چهار گروه تقسیم می‌کند.

گروه‌های چهارگانه
- گروه اول، معاندان و مخالفان معارف الهی که اصطلاحاً اصحاب شمال نامیده می‌شوند.
- گروه دوم، کسانی که با علم شهودی، یقین به خداوند و دستوراتش دارند و در عمل پیرو کامل و بدون شرط دستورها الهی هستند و اصطلاحاً مقربون نامیده می‌شوند.
- گروه سوم، کسانی که ایمان به دستورها الهی دارند اما چون ایمان شهودی و یقینی ندارند، یقین کامل ندارند و اصطلاحاً اصحاب الیمین نامیده می‌شوند.
- گروه چهارم، کسانی که ایمان به خداوند به‌طور اجمالی دارند اما در عمل گاهی دچار خطا می‌شوند و گناهانی از آنها سر می‌زند و اصطلاحاً مرجون لامر الله نامیده می‌شوند.
- فصل سوم به اثبات امکان‌پذیر بودن دستیابی به معارف باطنی شریعت از جمله شهود حضرت حق توسط همهٔ انسان‌ها اختصاص یافته‌است.
- فصل چهارم به طریق دستیابی به مقام ولایت می‌پردازد و در آن طریقت شرعی، یعنی معرفت نفس به‌دور از تصوف غیرشرعی، معرفی شده‌است.
- فصل پنجم با عنوان «مقصد نهایی و کمال حقیقی انسان»، توحیدهای سه‌گانه را که در پی فناهای سه‌گانه حاصل می‌شوند، تشریح می‌کند.

## ترجمه و شرح رسالة الولایه
اصل رسالة الولایه در یک جلد مستقل و همچنین به همراه چند رسالهٔ دیگر چاپ شده‌است و ترجمه و شرح آن در دو جلد با عنوان تحریر رسالة الولایه توسط بنیاد بین‌المللی علوم وحیانی تسنیم به چاپ رسیده‌است.
عبدالله جوادی آملی نیز در کتاب تحریر رسالة الولایه به شرح این رساله پرداخته‌است.
شرح دیگری از این رساله نیز توسط محمدحسین رحیمی در سال 1390 نوشته شده که انتشارات ستاره قطبی آن را منتشر نموده است.
شرح دیگر این رساله را اصغر طاهر زاده، ارائه داده اند که در سایت ایشان به آدرس https://lobolmizan.ir/sound/658#sound-row-623
قابل مشاهده می باشد.